# Vladimir Gabulov
Vladimir Borisovich Gabulov - em russo, Владимир Борисович Габулов (Mozdok, 19 de outubro de 1983) - é um ex-futebolista russo que atuava como goleiro.
Gabulov é de etnia osseta, em cuja língua seu nome é Гæбулты Борисы фырт Владимир (Gæbulty Borisy fyrt Vladimir).

## Títulos
CSKA Moscow
- UEFA Cup: 2004–05
- Russian Premier League: 2005, 2006